# Accogli (cognome sardo)
Accogli è un cognome di lingua sarda.

## Varianti
Accolli, Acolli.

## Origine e diffusione
Cognome tipicamente sardo, è presente prevalentemente a Olbia, Sorso e Tempio Pausania.
Potrebbe derivare da un cognome di lingua corsa, probabilmente derivato dall'errata interpretazione del nesso da Colli in d'Accolli.